# Шанхайский кинофестиваль 1997
Третий Шанхайский международный кинофестиваль прошёл в Шанхае (КНР) с 24 октября по 2 декабря 1997 года.

## Жюри
- Ши Фанъюй (КНР)
- Кэйко Мацудзака (Япония)
- Им Квон Тхэк (Республика Корея)
- Элем Климов (Россия)
- Марк Райделл (США)
- Иштван Сабо (Венгрия)
- Ын Сиюнь (Гонконг)

## Победители
| Награда                  | Призёр                                   | Страна         |
| ------------------------ | ---------------------------------------- | -------------- |
| Лучший фильм             | The Woodlanders, режиссёр Phil Agland    | Великобритания |
| Лучшая режиссура         | Phil Agland за фильм The Woodlanders     | Великобритания |
| Лучшая мужская роль      | Мишель Пикколи за фильм Попутчица        | Италия         |
| Лучшая женская роль      | Пань Юй за фильм Live at Peace           | КНР            |
| Специальная награда жюри | фильм Mendel (режиссёр Alexander Rosler) | Норвегия       |
| Специальная награда жюри | фильм Live in Peace (режиссёр Ху Биньлю) | КНР            |